# 小野寺長治郎

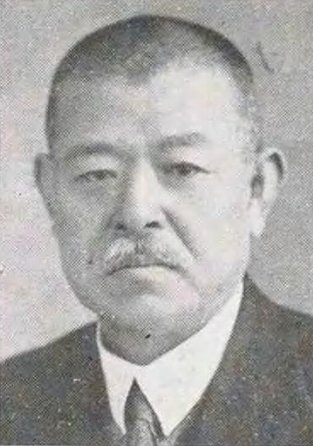
小野寺長治郎

小野寺 長治郎（おのでら ちょうじろう、1875年（明治8年）3月24日 - 1939年（昭和14年）2月7日）は、日本の陸軍軍人、政治家。階級は陸軍主計中将。貴族院議員。

## 経歴
宮城県出身。小野寺寛平の長男として生まれる。1905年（明治38年）に陸軍省経理部依託学生として東京帝国大学法科大学法律学科（独法）を卒業した後、1907年（明治40年）に陸軍二等主計に任官した。陸軍経理学校教官、陸軍省経理局主計課長、陸軍被服本廠長、陸軍経理学校長、陸軍省経理局長を歴任。1933年（昭和8年）陸軍主計総監となり、翌年には陸軍兵器本廠附となった。1934年（昭和9年）8月2日、依願により予備役に編入。また、帝国在郷軍人会監事を務めた。
1937年（昭和12年）1月12日、貴族院議員に勅選され、死去するまで在任した。

## 栄典
- 1934年（昭和9年）2月7日 - 勲二等瑞宝章[9]